# Fundació Joan Miró
De Fundació Joan Miró is een museum voor moderne kunst, gelegen op de berg Montjuïc in Barcelona.

## Geschiedenis
Het idee een museum te bouwen voor de kunstverzameling van beeldend werk van de Catalaanse kunstenaar Joan Miró ontstond in 1968 en startte in 1972 met de oprichting door Miró zelf, die zijn werken toegankelijk wilde maken voor een groot publiek, van het Centre d'Estudis d'Art Contemporani. In hetzelfde jaar kreeg Josep Lluís Sert opdracht een gebouw te ontwerpen. De bouw werd voltooid in 1975. In 2009 werd de stichting onderscheiden met het Creu de Sant Jordi, een van de hoogste onderscheidingen van de Catalaanse regering.

## Het gebouw
Het museum is gebouwd volgens de plannen van de architect Josep Lluís Sert (een oude vriend van Miró, die in 1956 al diens atelier had gebouwd) en werd op 10 juni 1975 in gebruik genomen. Het museumcomplex bestaat uit expositieruimtes, een patio en een groot dakterras. In 1988 is het museum nog uitgebreid door de architect Jaume Freixa (een leerling van Sert) met o.a. een nieuwe bibliotheek, een restaurant en twee nieuwe expositieruimtes.

## De collectie
De museumcollectie (grotendeels afkomstig van Miró zelf) omvat meer dan 10.000 kunstvoorwerpen: schilderijen, tekeningen, beeldhouwwerken, wandtapijten en vrijwel het complete grafische werk van de Spaanse schilder, beeldhouwer en keramist Joan Miró en andere moderne kunstenaars , zoals Alexander Calder, Mark Rothko en Marcel Duchamp.
De bibliotheek beschikt over circa 25.000 boeken en catalogi, 350 audiovisuele onderdelen en 120 kranten.
De stichting voorziet ook in een experimenteerruimte voor jonge kunstenaars, genoemd "Espai 13". Daarbij organiseert de stichting ook tijdelijke tentoonstellingen van beeldend werk. De stichting stelt zich verder tot doel het werk van Miró ook bekend te maken via externe tentoonstellingen.